# Paine Wingate
Paine Wingate, född 14 maj 1739 i Amesbury i Massachusetts Bay-provinsen, död 7 mars 1838 i Stratham i New Hampshire, var en amerikansk politiker, jurist och pastor i kongregationalistkyrkan. Han representerade delstaten New Hampshire i båda kamrarna av USA:s kongress, först i senaten 1789-1793 och sedan i representanthuset 1793-1795. Han var 1788 ledamot av kontinentala kongressen.
Wingate utexaminerades 1759 från Harvard. Han studerade sedan teologi och inledde 1763 sin karriär som pastor i Hampton Falls. Han flyttade 1776 till Stratham och var verksam som jordbrukare.
Wingate och John Langdon valdes till de två första senatorerna för New Hampshire i den första amerikanska kongressen. Wingate var senator i den första och den andra kongressen. Han efterträddes 1793 som senator av Samuel Livermore. I den tredje kongressen (1793-1795) var Wingate ledamot av representanthuset. Han var domare i New Hampshires högsta domstol 1798-1809.
Wingates grav finns på Stratham Cemetery i Stratham.